# 오르네크 갱
오르네크 형제 갱단은 "H", "몽트뢰유 갱단" 또는 오르네크 패밀리라고도 불리며, 파리 (프랑스) 지역 출신의 집시 범죄 조직이다. 이들은 프랑스 수도에서 가장 영향력 있는 갱단이다.
이들은 파리 지역에서 많은 범죄 활동(갈취, 마약 거래, 불법 슬롯 머신)을 통제하며, 코르시카 마피아와 마그레브 갱단과도 좋은 관계를 유지하고 있다.
오르네크 갱단은 파리 외곽 도시 몽트뢰유에서 태어난 세 형제가 이끌고 있다. 그들은 1994년 클로드 제노바가 암살된 후 그의 뒤를 이어 범죄 두목이 되었다.
그 후 "H" 갱단은 크게 부상했다. 그들은 강도질로 얻은 돈을 나이트클럽, 불법 슬롯 머신, 성매매 바에 투자하고, 주로 집시와 마그레브인 등 교외 빈민가 출신의 많은 젊은이들을 갱단에 모집하여 파리 (프랑스)에서 가장 중요한 갱단이 되었다.
오르네크 형제는 파리에서 건물 투기에 투자했으며, 프랑스 리비에라의 호화 빌라에도 투자했다.
갱단 구성원 여러 명이 체포된 2006년 이후, 이 갱단은 1990년대와 2000년대 초반보다 영향력이 줄어들었다.

## 같이 보기
- 프랑스의 조직 범죄